# Кипхире (округ)
Кипхире (англ. Kiphire) — округ в индийском штате Нагаленд. Образован 24 января 2004 года из части территории округа Туенсанг. Административный центр — город Кипхире. Площадь округа — 1255 км². По данным всеиндийской переписи 2001 года население округа составляло 106 136 человек. Уровень грамотности взрослого населения составлял 36 %, что значительно ниже среднеиндийского уровня (59,5 %). На территории округа расположена гора Сарамати — высшая точка штата Нагаленд.